# روبرت زیودماک
روبرت زیودماک (آلمانی: Robert Siodmak؛ زادهٔ ۸ اوت ۱۹۰۰ – درگذشتهٔ ۱۰ مارس ۱۹۷۳) کارگردان فیلم‌های دلهره‌آور اهل آلمان بود. او را بیشتر با فیلم آدم‌کش‌ها می‌شناسند. فیلم دیگرش، موش‌ها، برندهٔ خرس طلایی جشنواره فیلم برلین شد.
از دیگر آثار او می‌توان به فاتح غرب، نبرد برای رم و پلکان مارپیچ اشاره کرد.